# Isaba
Isaba település Spanyolországban, Navarra autonóm közösségben. Isaba Ansó, Garde, Roncal – Erronkari, Urzainqui, Uztárroz – Uztarroze, Lescun, Lées-Athas, Arette, Sainte-Engrâce és Larrau községekkel határos. Lakosainak száma 385 fő (2024).

## Népesség
A település népessége az elmúlt években az alábbi módon változott:
| Lakosok száma | 535  | 487  | 487  | 491  | 500  | 474  | 439  | 395  | 410  | 385  |
|               | 2001 | 2004 | 2006 | 2009 | 2011 | 2014 | 2016 | 2019 | 2021 | 2024 |